# Commonplace
commonplace es el sexto álbum estudio del grupo de música J-Pop Every Little Thing. Fue lanzado 10 de marzo del 2004 en ediciones CD y CD+DVD debutando #1 en los charts de Oricon y permaneciendo en éste por 16 semanas.

## Información
El álbum consta en general de ritmos acústicos generalmente de parte de Ichiro Ito más algunas que otra canción con más influencia del rock; todas las letras del álbum fueron escritas por Kaori Mochida, aparte también de una colaboración de un inglés para country road, la primera del grupo que está completamente en inglés.
El álbum contiene una canción secreta, y su título estuvo en completo secreto, hasta que en el año 2005 Ichiro dio a conocer su nombre, y esta era "Sleepy time dog".
El DVD de este álbum contiene las imágenes de como se tomaron las fotos promocionales para este álbum aparte de una presentación dentro de su tour en vivo con su eterno éxito "Time goes by".

## Lista de canciones

### CD
1. SORAAI (ソラアイ?)
2. FUNDAMENTAL LOVE (ファンダメンタル・ラブ Fundamentaru Rabu?)
3. water(s)
4. Shiawase no Fuukei (しあわせの風景?)
5. country road
6. Ichinichi no Hajimari ni... (一日の始まりに…?)
7. life cycle
8. Ura Urara (うらうらら?)
9. Mata Ashita (また　あした?)
10. Interluido～Meridiana
11. Samidare (五月雨?)
  - Sleepy time dog (canción secreta)

### DVD
1. commonplace Photo Session Scene
2. Time goes by (20031224 version)

- Datos: Q3266470